# Disca javai
Disca javai là một loài bướm đêm thuộc họ Erebidae. Nó được tìm thấy ở Java.
Sải cánh dài 12–13 mm. Cánh trước khá rộng và màu nâu hơi xám. Cánh sau nâu hơi xám phía dưới nâu hơi xám đồng nhất.